# Caroline Garcia
Caroline Garcia (* 16. Oktober 1993 in Saint-Germain-en-Laye) ist eine französische Tennisspielerin. An der Seite von Kristina Mladenovic gewann sie 2016 und 2022 die Doppelkonkurrenz bei den French Open und 2019 mit Frankreich im Fed-Cup. Als Einzelspielerin gewann sie 2022 die WTA Finals.

## Karriere

### Junioren-Laufbahn
Garcia, die im Alter von sieben Jahren mit dem Tennissport begann, gehörte schon bei den Juniorinnen zu den besten ihres Jahrgangs. 2011 erreichte sie bei den Juniorinnenkonkurrenzen der Australian Open, French Open und in Wimbledon jeweils das Halbfinale, bei den US Open kam sie sogar ins Endspiel, unterlag dort jedoch Grace Min. Aufgrund der konstanten Ergebnisse stieg sie in der Juniorinnen-Tennisweltrangliste Ende 2011 bis auf Platz fünf nach oben.

### 2009 bis 2013
Bereits 2009 sammelte Garcia erste Erfahrungen auf der ITF Women’s World Tennis Tour und erreichte im Jahr darauf in Aschaffenburg ihr erstes Endspiel bei einem Turnier der $25.000-Kategorie. 2010 debütierte sie in der Qualifikation des Hallenturniers in Paris, für die sie eine Wildcard erhielt, auch erstmals auf der WTA-Tour, schied jedoch in der ersten Runde aus. Im gleichen Jahr durfte Garcia, ebenfalls mit einer Wildcard ausgestattet, bei den French Open in der Qualifikation an den Start gehen; auch dort blieb sie sieglos.
Anfang 2011 erhielt sie vom französischen Tennisverband eine Wildcard für das Hauptfeld der Australian Open, wo sie nach einem Auftaktsieg über Varvara Lepchenko auf Anhieb die zweite Runde erreichte. Dasselbe gelang ihr bei den French Open, bei denen sie in Runde zwei gegen Marija Scharapowa sogar den ersten Satz für sich entscheiden konnte, schließlich aber in drei Sätzen unterlag. 2012 stagnierten Garcias Leistungen zunächst und sie konnte keinen weiteren Erfolg in der Hauptrunde eines Grand-Slam-Turniers verbuchen. Im gesamten Saisonverlauf kam sie nicht über zwei Halbfinals auf der ITF-Tour hinaus und konnte auf WTA-Ebene lediglich eine Partie im Hauptfeld gewinnen. 2013 gelang ihr dann der Sprung in die Top 100 der Weltrangliste, nachdem sie in Cagnes-sur-Mer ihren ersten ITF-Titel gewonnen hatte. In Paris und London stand Garcia jeweils in der zweiten Runde und schloss die Saison erstmals unter den besten 100 der Welt ab.

### 2014 und 2015
2014 errang Garcia in Bogotá ihren ersten WTA-Titel im Einzel und Doppel. Im Endspiel des Einzelwettbewerbs setzte sie sich gegen Jelena Janković durch und erzielte damit ihren ersten Sieg gegen eine Top-10-Spielerin, im Doppel triumphierte sie an der Seite von Lara Arruabarrena. Beim Premier Mandatory-Turnier in Madrid rückte sie anschließend als Qualifikantin bis ins Viertelfinale vor, in dem sie Agnieszka Radwańska in drei Sätzen unterlag, und erreichte in Wimbledon zum ersten Mal die dritte Runde eines Grand-Slam-Turniers. Durch den Einzug ins Viertelfinale von Wuhan gegen Saisonende, wurde sie zum Ende des Jahres erstmals in den Top 40 der Weltrangliste geführt. Daneben stand sie im Doppel mit wechselnden Partnerinnen in drei weiteren Endspielen, darunter auch in Wuhan, die sie aber alle verlor. Im Jahr darauf erreichte sie in Acapulco und Monterrey zunächst nacheinander zwei WTA-Finals, die sie jedoch beide jeweils gegen Timea Bacsinszky verlor. In Madrid und Cincinnati stand Garcia im Anschluss in der dritten Runde und triumphierte zum Saisonabschluss in Limoges erstmals bei einem Turnier der WTA Challenger Series nach einem glatten Zweisatzerfolg im Finale gegen Louisa Chirico. Im Doppel bildete sie 2015 gemeinsam mit Katarina Srebotnik ein Duo. Zusammen standen die beiden in fünf WTA-Endspielen, wovon sie eines in Eastbourne für sich entscheiden konnten. Über das gesamte Jahr verteilt gelangen ihr im Einzel vier Top-10-Siege, drei davon gegen Ana Ivanović sowie einen gegen Petra Kvitová.

### Karrierehöhepunkt im Doppel: 2016

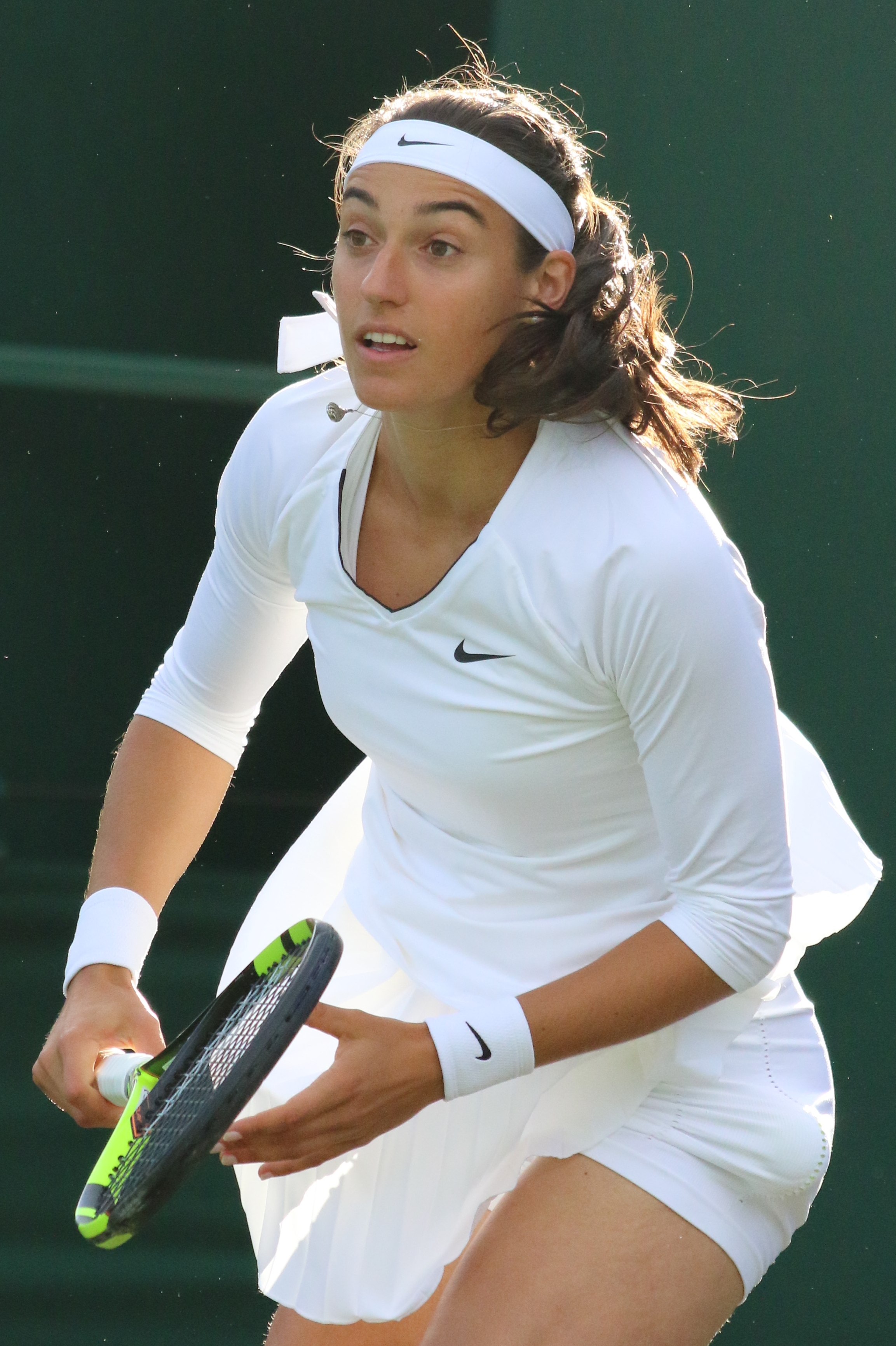
Caroline Garcia (2016)

In der Weltrangliste konnte sie jedoch erst in der darauffolgenden Saison nach oben klettern, als sie in Dubai sowie später in Monterrey ins Halbfinale einzog und anschließend in Straßburg und Mallorca ihre nächsten beiden WTA-Titel gewann. In den Endspielen setzte sie sich gegen Mirjana Lučić-Baroni und Anastasija Sevastova durch. 2016 begann Garcia auch ihre äußerst erfolgreiche Doppel-Kollaboration mit ihrer Landsfrau Kristina Mladenovic. Nach zunächst zwei verlorenen Endspielen in Sydney und Dubai, gewannen die beiden dreimal in Folge auf Sandplatz in Charleston, Stuttgart, Madrid und krönten ihre Zusammenarbeit anschließend mit dem Triumph vor heimischer Kulisse bei den French Open, als sie sich im Finale gegen Jekaterina Makarowa und Jelena Wesnina durchsetzten. Im Anschluss erreichten sie auch das Endspiel der US Open, unterlagen dort aber ebenso wie im Endspiel von Peking Lucie Šafářová und Bethanie Mattek-Sands. Ende des Jahres teilten sie sich Platz zwei der Doppelweltrangliste und qualifizierten sich damit für die WTA Championships 2016 in Singapur, wo sie im Halbfinale erneut von Šafářová und Mattek-Sands gestoppt wurden.
Bei den Olympischen Sommerspielen in Rio de Janeiro schlug Garcia zum Auftakt des Einzelwettbewerbs Teliana Pereira, bevor sie in der zweiten Runde gegen Johanna Konta ausschied. Enttäuschend war das Abschneiden der French Open-Siegerinnen im Damendoppel, wo Garcia und Mladenovic an Nummer zwei gesetzt bereits in Runde eins am japanischen Duo Misaki Doi und Eri Hozumi scheiterten. Im Mixed-Wettbewerb führte Garcia zusammen mit Nicolas Mahut sogar die Setzliste an, doch auch in dieser Disziplin folgte bereits zum Auftakt das überraschende Aus gegen die brasilianische Paarung Teliana Pereira und Marcelo Melo. bereits zum Auftakt. Trotz der enttäuschenden Leistungen bei Olympia, konnte sie bei den US Open sowie in Peking zum ersten Mal in die dritte Runde vorstoßen und das Jahr erstmals unter den besten 30 der Welt beenden, nachdem sie in Limoges erneut das Endspiel erreicht hatte, dieses Mal aber gegen Jekaterina Alexandrowa verlor. 2016 erreichte Garcia mit Frankreich erstmals seit 2005 wieder das Finale im Fed Cup. Im Endspiel gegen Tschechien, das die Französinnen mit 2:3 verloren, gewann Garcia gegen Petra Kvitová und Karolína Plíšková beide Einzelpartien, das entscheidende Doppel jedoch verlor sie mit Mladenovic gegen Plíšková und Barbora Strýcová. Für ihren Einsatz wurde sie im Anschluss mit dem Fed-Cup-Heart-Award geehrt. Darüber hinaus wählte sie die WTA zusammen mit ihrer Doppelpartnerin Kristina Mladenovic zum WTA “Doubles Team of the Year” gewählt.

### Karrierehöhepunkt im Einzel: 2017 und 2018
Nach dem Einzug ins Halbfinale der Australian Open 2017, beendeten Garcia und Mladenovic ihre Kollaboration mit der Begründung, sich fortan mehr auf ihre Einzelkarrieren fokussieren zu wollen. Tatsächlich spielte Garcia 2017 im Einzel ihre mit Abstand beste Saison. Bei den French Open kam sie erstmals ins Viertelfinale eines Grand-Slam-Turniers, sie musste sich dort erst Karolína Plíšková geschlagen geben. Anschließend gelang ihr auch in Wimbledon erstmals der Sprung ins Achtelfinale und beim Rogers Cup in Toronto der Einzug ins Viertelfinale. Den Höhepunkt ihrer Einzelkarriere erlebte sie aber in China, wo sie als erste Spielerin nacheinander die Premier-Turniere in Wuhan und Peking gewinnen konnte und dabei mit Dominika Cibulková, Elina Switolina und Simona Halep gleich drei Top-10-Spielerinnen besiegen konnte. Im Finale der Wuhan Open setzte sie sich gegen Ashleigh Barty durch, im Endspiel der China Open landete sie ihren bislang einzigen Erfolg über Simona Halep. Durch die beiden Titel gelang Garcia der Einzug in die Top 10 der Tennisweltrangliste und damit, nachdem sie im sogenannten WTA Race zwischenzeitlich aussichtslos abgeschlagen war, doch noch die Qualifikation für die WTA Championships 2017 in Singapur. Dort erreichte sie nach zwei Vorrundensiegen über Switolina und Caroline Wozniacki sogar das Halbfinale, in dem sie Venus Williams in drei Sätzen unterlag.
Anfang 2018 knüpfte Garcia zunächst an die guten Leistungen des Vorjahres an und erreichte in Melbourne das Achtelfinale sowie das Viertelfinale in Doha und Dubai. Ihre stärkste Phase des Jahres hatte sie auf Sandplatz: in Rom erreichte sie das Viertelfinale, in Stuttgart und Madrid das Halbfinale und bei den French Open die vierte Runde. Im September erzielte sie dann mit Platz vier ihre bisher beste Weltranglistenplatzierung. Jedoch gelang es Garcia nicht, ihre Punkte aus der zweiten Saisonhälfte des Vorjahres zu verteidigen, sodass sie bis zum Ende des Kalenderjahres aus den Top 10 herausfiel. Durch ihren sechsten WTA-Einzeltitel in Tianjin, wo sie im Endspiel gegen Plíšková ihren bislang letzten Triumph über eine Top-10-Spielerin landen konnte, qualifizierte sie sich immerhin für die WTA Elite Trophy in Zhuhai, schied dort aber nach einem Vorrundensieg über Aryna Sabalenka sowie einer Niederlage gegen Ashleigh Barty in der Gruppenphase aus.

### Seit 2019

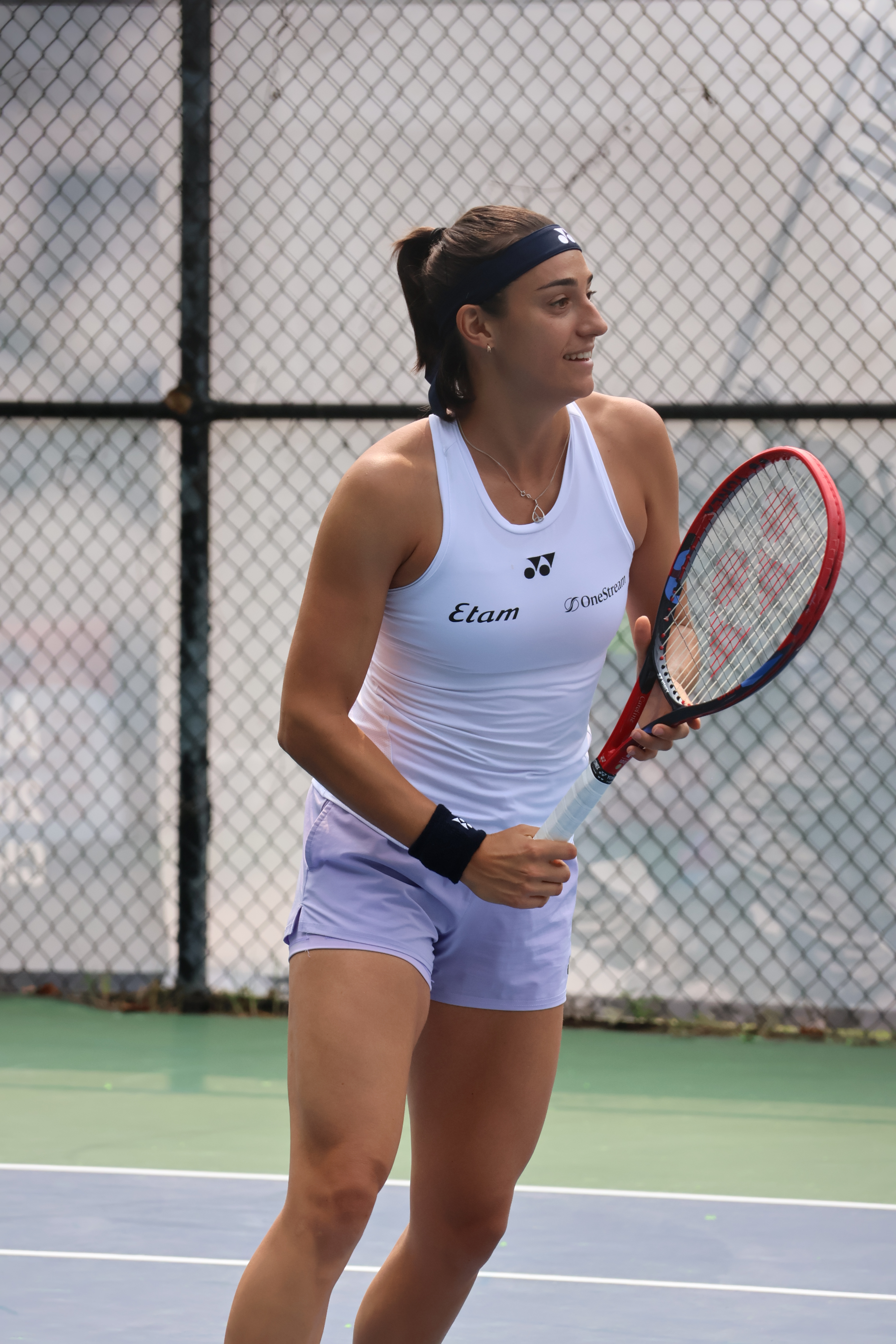
Caroline Garcia (2023)

2019 hatte Garcia mit einer sich im Laufe des Jahres verschärfenden Formkrise zu kämpfen. Zwar gelangen ihr einige gute Ergebnisse bei kleineren Turnieren wie in Straßburg, wo sie zum zweiten Mal nach 2016 im Endspiel stand und gegen Dajana Jastremska verlor sowie in Nottingham, wo sie nach einem Finalerfolg über Donna Vekić ihren siebten WTA-Einzeltitel feierte. Doch mit nur vier Hauptfeldsiegen nach Wimbledon rutschte sie im Ranking weiter ab und überwinterte zum Jahreswechsel nur knapp in den Top 50 der Welt. Garcias Saisonhöhepunkt war der Sieg über Australien beim Fed-Cup. Zwar verlor sie ihr Einzelmatch gegen Ashleigh Barty noch mit 0:6, 0:6, doch im wiedervereinten Doppel mit Kristina Mladenovic errang sie gegen Barty und Samantha Stosur den entscheidenden Punkt zum Triumph.
2020 brachte für Garcia keine Verbesserung mit sich. Ihr bestes Saisonergebnis erzielte sie bei den French Open mit dem Einzug ins Achtelfinale. In der zweiten Runde der US Open konnte sie nach knapp zwei Jahren mit dem Sieg über die Weltranglistendritte Karolína Plíšková wieder einen Erfolg gegen eine Top-10-Spielerin landen, schied aber in der dritten Runde des Turniers aus. Im Laufe des Jahres 2021 verließ Garcia mit nur einer Halbfinalteilnahme bei einem kleineren WTA-Turnier in Lausanne erstmals seit 2013 wieder die Top 50 des Rankings. Bei den Olympischen Sommerspielen in Tokio scheiterte sie in der ersten Runde des Einzelwettbewerbs an Donna Vekić. Auch im Doppel folgte das Ausscheiden wie schon bei den vergangenen Spielen an der Seite von Kristina Mladenovic nach einer Niederlage gegen Kiki Bertens und Demi Schuurs in der ersten Runde.
Ihr erfolgreichstes Jahr erlebte sie 2022, als sie das WTA-1000-Turnier von Cincinnati gewann, bei den US Open das Halbfinale erreichte und zum Jahresabschluss bei den WTA Finals siegreich war.
Im Mai 2025 kündigte sie vor den French Open ihren baldigen Rücktritt an.
Seit ihrem Fed-Cup-Debüt für Frankreich beim 4:1-Playoff-Erfolg gegen Kasachstan 2013, hat sie für ihr Land 25 Begegnungen im Einzel und Doppel bestritten, von denen sie 18 gewinnen konnte (Einzelbilanz 11:6).

## Turniersiege

### Einzel
| Nr. | Datum              | Turnier        | Kategorie              | Belag             | Finalgegnerin        | Ergebnis        |
| --- | ------------------ | -------------- | ---------------------- | ----------------- | -------------------- | --------------- |
| 1.  | 12. Mai 2013       | Cagnes-sur-Mer | ITF $100.000           | Sand              | Maryna Zanevska      | 6:0, 4:6, 6:3   |
| 2.  | 13. April 2014     | Bogotá         | WTA International      | Sand              | Jelena Janković      | 6:3, 6:4        |
| 3.  | 15. November 2015  | Limoges        | WTA Challenger 1       | Hartplatz (Halle) | Louisa Chirico       | 6:1, 6:3        |
| 4.  | 21. Mai 2016       | Straßburg      | WTA International      | Sand              | Mirjana Lučić-Baroni | 6:4, 6:1        |
| 5.  | 19. Juni 2016      | Santa Ponça    | WTA International      | Rasen             | Anastasija Sevastova | 6:3, 6:4        |
| 6.  | 30. September 2017 | Wuhan          | WTA Premier 5          | Hartplatz         | Ashleigh Barty       | 6:73, 7:64, 6:2 |
| 7.  | 8. Oktober 2017    | Peking         | WTA Premier Mandatory  | Hartplatz         | Simona Halep         | 6:4, 7:63       |
| 8.  | 15. Oktober 2018   | Tianjin        | WTA International      | Hartplatz         | Karolína Plíšková    | 7:67, 6:3       |
| 9.  | 16. Juni 2019      | Nottingham     | WTA International      | Rasen             | Donna Vekić          | 2:6, 7:64, 7:64 |
| 10. | 25. Juni 2022      | Bad Homburg    | WTA 250                | Rasen             | Bianca Andreescu     | 6:75, 6:4, 6:4  |
| 11. | 31. Juli 2022      | Warschau       | WTA 250                | Sand              | Ana Bogdan           | 6:4, 6:1        |
| 12. | 21. August 2022    | Cincinnati     | WTA 1000               | Hartplatz         | Petra Kvitová        | 6:2, 6:4        |
| 13. | 7. November 2022   | Fort Worth     | WTA Tour Championships | Hartplatz (Halle) | Aryna Sabalenka      | 7:64, 6:4       |

### Doppel
| Nr. | Datum              | Turnier       | Kategorie             | Belag           | Partnerin                | Finalgegnerinnen                       | Ergebnis          |
| --- | ------------------ | ------------- | --------------------- | --------------- | ------------------------ | -------------------------------------- | ----------------- |
| 1.  | 27. September 2009 | Esphino       | ITF $10.000           | Sand            | Elixane Lechemia         | Mishel Ochremtschuk Morgane Pons       | 7:5, 6:1          |
| 2.  | 15. Mai 2011       | Saint-Gaudens | ITF $50.000           | Sand            | Aurélie Védy             | Anastassija Piwowarowa Olha Sawtschuk  | 6:3, 6:3          |
| 3.  | 14. Oktober 2012   | Suzhou        | ITF $100.000          | Hartplatz       | Timea Bacsinszky         | Yang Zhaoxuan Zhao Yijing              | 7:5, 6:3          |
| 4.  | 28. Oktober 2012   | Taipeh        | ITF $25.000           | Hartplatz       | Chan Chin-wei            | Kao Shao-yuan Lee Hua-chen             | 4:6, 6:4, [10:6]  |
| 5.  | 10. November 2013  | Taipeh        | WTA Challenger 1      | Teppich (Halle) | Jaroslawa Schwedowa      | Anna-Lena Friedsam Alison Van Uytvanck | 6:3, 6:3          |
| 6.  | 13. April 2014     | Bogotá        | WTA International     | Sand            | Lara Arruabarrena Vecino | Vania King Chanelle Scheepers          | 7:65, 6:4         |
| 7.  | 27. Juni 2015      | Eastbourne    | WTA Premier           | Rasen           | Katarina Srebotnik       | Chan Yung-jan Zheng Jie                | 7:65, 6:2         |
| 8.  | 10. April 2016     | Charleston    | WTA Premier           | Sand            | Kristina Mladenovic      | Bethanie Mattek-Sands Lucie Šafářová   | 6:2, 7:5          |
| 9.  | 24. April 2016     | Stuttgart     | WTA Premier           | Sand (Halle)    | Kristina Mladenovic      | Martina Hingis Sania Mirza             | 2:6, 6:1, [10:6]  |
| 10. | 7. Mai 2016        | Madrid        | WTA Premier Mandatory | Sand            | Kristina Mladenovic      | Martina Hingis Sania Mirza             | 6:4, 6:4          |
| 11. | 5. Juni 2016       | French Open   | Grand Slam            | Sand            | Kristina Mladenovic      | Jekaterina Makarowa Jelena Wesnina     | 6:3, 2:6, 6:4     |
| 12. | 5. Juni 2022       | French Open   | Grand Slam            | Sand            | Kristina Mladenovic      | Coco Gauff Jessica Pegula              | 2:6, 6:3, 6:2     |
| 13. | 25. Juni 2023      | Berlin        | WTA 500               | Rasen           | Luisa Stefani            | Kateřina Siniaková Markéta Vondroušová | 4:6, 7:68, [10:4] |

## Abschneiden bei Grand-Slam-Turnieren

### Einzel
Die Tabelle listet die Ergebnisse der Grand-Slam-Turniere, der Tour Championships, der Olympischen Spiele, des Fed Cups bzw. Billie Jean King Cups und der Turniere folgender Kategorien auf: 1990–2008: Tier I, 2009–2020: Premier Mandatory und Premier 5, ab 2021: WTA 1000.
| Turnier              | 2010 | 2011 | 2012 | 2013 | 2014 | 2015 | 2016 | 2017 | 2018 | 2019 | 2020 | 2021 | 2022 | 2023 | 2024 | 2025 | Karriere |
| -------------------- | ---- | ---- | ---- | ---- | ---- | ---- | ---- | ---- | ---- | ---- | ---- | ---- | ---- | ---- | ---- | ---- | -------- |
| Australian Open      | —    | 2    | Q3   | 1    | 1    | 3    | 1    | 3    | AF   | 3    | 2    | 2    | 1    | AF   | 2    | 1    | 2 × AF   |
| French Open          | Q1   | 2    | 1    | 2    | 1    | 1    | 2    | VF   | AF   | 2    | AF   | 2    | 2    | 2    | 2    | 1    | 1 × VF   |
| Wimbledon            | —    | Q2   | Q1   | 2    | 3    | 1    | 2    | AF   | 1    | 1    |      | 1    | AF   | 3    | 2    |      | 2 × AF   |
| US Open              | —    | Q1   | Q2   | 2    | 1    | 1    | 3    | 3    | 3    | 1    | 3    | 2    | HF   | 1    | 1    |      | 1 × HF   |
| WTA Finals           | —    | —    | —    | —    | —    | —    | —    | HF   | —    | —    |      | —    | S    | —    | —    |      | 1 × S    |
| Doha                 |      |      | 1    | 2    | 1    |      | 1    |      | VF   |      | 1    |      | 2    |      | 1    | 2    | 1 × VF   |
| Dubai                | —    | —    |      |      |      | 2    |      | 2    |      | 2    |      | AF   |      | 2    | 1    | 1    | 1 × AF   |
| Indian Wells         | —    | —    | Q1   | —    | 2    | AF   | 1    | AF   | AF   | 2    |      | 2    | 2    | AF   | 3    | 2    | 4 × AF   |
| Miami                | —    | —    | Q1   | —    | 3    | 2    | 3    | 2    | 2    | AF   |      | 2    | 1    | 2    | VF   | 2    | 1 × VF   |
| Rom                  | —    | —    | —    | —    | —    | 1    | 1    | 2    | VF   | 1    | 1    | 2    | —    | 3    | 3    | —    | 1 × VF   |
| Madrid               | —    | —    | —    | —    | VF   | AF   | 2    | 1    | HF   | AF   |      | —    | —    | 3    | 3    | —    | 1 × HF   |
| Cincinnati           | —    | —    | —    | Q1   | Q1   | AF   | 1    | 1    | AF   | 1    | 2    | 2    | S    | 2    | —    |      | 1 × S    |
| Kanada               | —    | —    | —    | Q2   | 2    | 1    | 1    | VF   | VF   | 1    |      | 1    | 1    | 2    | —    |      | 2 × VF   |
| Tokio                | —    | —    | 1    | —    |      |      |      |      |      |      |      |      |      |      |      |      | 1 × 1R   |
| Wuhan                |      |      |      |      | VF   | 2    | 2    | S    | 2    | 2    |      |      |      |      | —    |      | 1 × S    |
| Peking               | —    | —    | —    | Q1   | 2    | 2    | AF   | S    | AF   | 1    |      |      |      | VF   | —    |      | 1 × S    |
| Guadalajara          |      |      |      |      |      |      |      |      |      |      |      |      | AF   | HF   |      |      | 1 × HF   |
| Olympische Spiele    |      |      | —    |      |      |      | 2    |      |      |      | 1    |      |      |      | 1    |      | 1 × 2R   |
| Billie Jean King Cup | —    | —    | —    | W2   | PO   | HF   | F    | —    | —    | S    | —    | —    | —    |      |      |      | 1 × S    |

Zeichenerklärung: S = Turniersieg; F, HF, VF, AF = Einzug ins Finale, Halb-, Viertel-, Achtelfinale; 1, 2, 3 = Ausscheiden in der 1., 2., 3. Haupt- / Finalrunde; Q1, Q2, Q3 = Ausscheiden in der 1., 2. 3. Qualifikationsrunde; RR = Round Robin (Gruppenphase); nicht ausgetragen oder andere Kategorie; PO (Playoff), P2 = Auf-/Abstiegsrunde zur Weltgruppe I/II im Fed Cup; W2, K1, K2, K3 = Teilnahme in der Weltgruppe II, Kontinentalgruppe I, II, III im Fed Cup.

### Doppel
| Turnier         | 2011 | 2012 | 2013 | 2014 | 2015 | 2016 | 2017 | 2018 | 2019 | 2020 | 2021 | 2022 | 2023 | 2024 | 2025 | Karriere |
| --------------- | ---- | ---- | ---- | ---- | ---- | ---- | ---- | ---- | ---- | ---- | ---- | ---- | ---- | ---- | ---- | -------- |
| Australian Open | —    | —    | —    | AF   | AF   | AF   | HF   | —    | —    | —    | —    | 2    | —    | VF   | —    | HF       |
| French Open     | 1    | 1    | 2    | 1    | AF   | S    | —    | —    | —    | —    | —    | S    | —    | —    | AF   | S        |
| Wimbledon       | —    | —    | —    | 2    | 2    | VF   | —    | —    | —    |      | 1    | —    | VF   | AF   |      | VF       |
| US Open         | —    | —    | 2    | 2    | VF   | F    | —    | —    | —    | —    | 1    | VF   | —    | —    |      | F        |

### Mixed
| Turnier         | 2013 | 2014 | 2015 | 2016 | 2017 | 2018 | 2019 | 2020 | 2021 | Karriere |
| --------------- | ---- | ---- | ---- | ---- | ---- | ---- | ---- | ---- | ---- | -------- |
| Australian Open | —    | —    | —    | —    | —    | —    | —    | —    | —    | —        |
| French Open     | 1    | —    | 1    | —    | —    | —    | —    |      | 1    | 1        |
| Wimbledon       | —    | —    | 2    | —    | —    | —    | —    |      | —    | 2        |
| US Open         | —    | —    | —    | —    | —    | —    | —    |      | —    | —        |

## Auszeichnungen
WTA "Doubles Team Of The Year" – 2016 (zusammen mit Kristina Mladenovic)
Fed-Cup-Heart Award – 2016